# Beaugency
Beaugency ist eine Gemeinde in Frankreich mit 7811 Einwohnern (Stand 1. Januar 2022) im Département Loiret in der Region Centre-Val de Loire.

## Lage
Beaugency liegt auf der nördlichen Seite der Loire, die hier eine mittelalterliche Brücke überspannt. Die Gemeinde liegt etwa auf halber Fahrtstrecke zwischen Orléans (29 Kilometer nordöstlich) und Blois (33 Kilometer südwestlich) und 156 Kilometer südwestlich von Paris.

## Geschichte

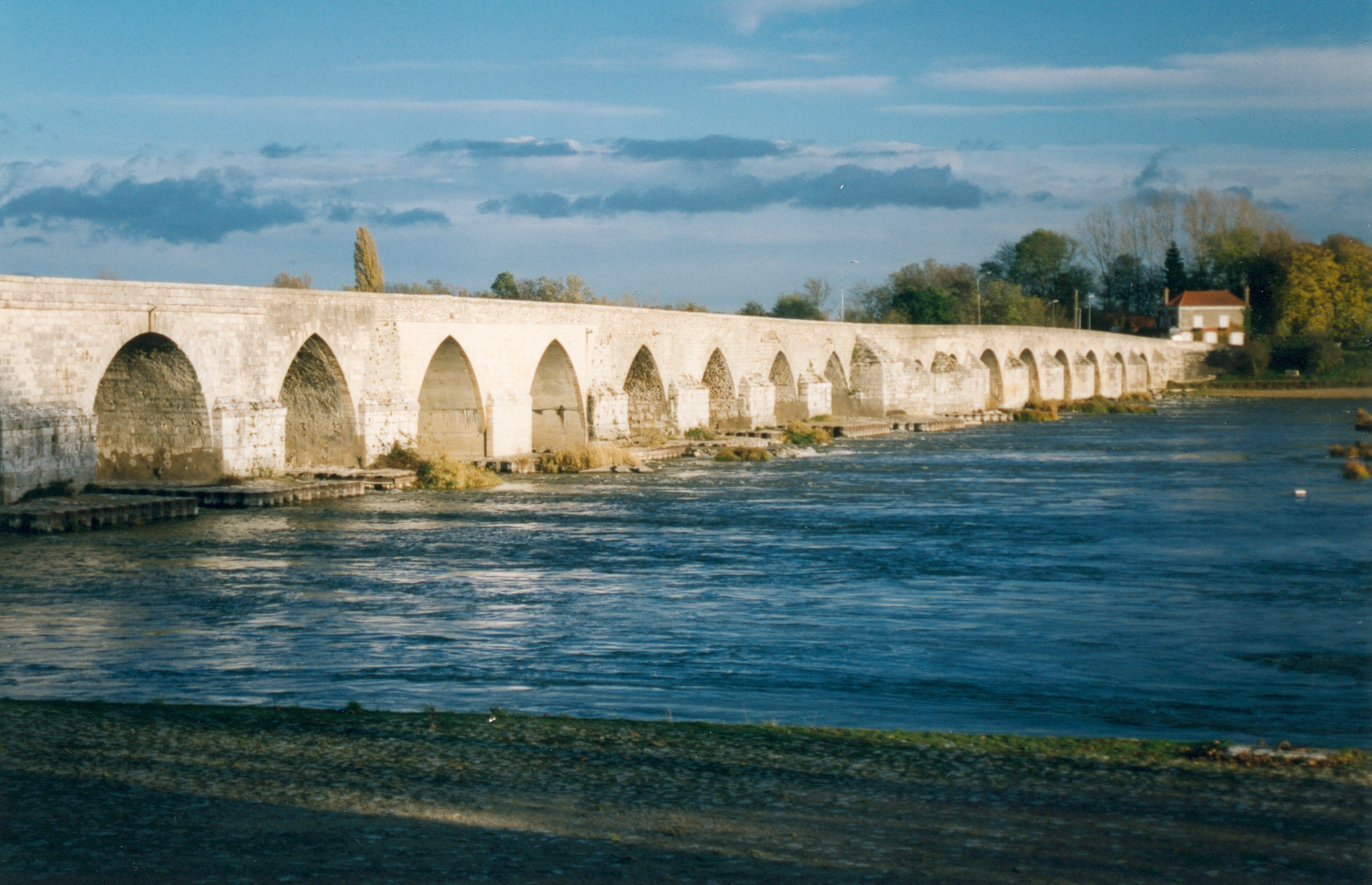
Brücke über die Loire

Die älteste erhaltene Erwähnung von Beaugency findet sich in einer Urkunde des 12. Jahrhunderts als befestigter Besitz (châtellenie) der Grafen von Blois. 1292 kam es an die französische Krone. Im Hundertjährigen Krieg (1337–1453) spielte Beaugency eine wichtige strategische Rolle: Die Stadt wurde viermal von den Engländern besetzt, aber in der Schlacht von Beaugency (1429) von französischen Truppen unter der Führung von Jeanne d’Arc endgültig befreit. Danach wurde die Grundherrschaft (seigneurerie) über Beaugency an das Herzogtum Orléans übertragen. In den Hugenottenkriegen (1562–1598) wurde die Stadt 1567 von den Protestanten in Brand gesteckt und stark beschädigt. Besonders betroffen davon war die dreifache Stadtmauer, die Burg und die Kirche Notre-Dame.
Bereits im Deutsch-Französischen Krieg von 1870/71 war die Brücke von Beaugency heftig umkämpft. Im Zweiten Weltkrieg bombardierte die deutsche Luftwaffe die Stadt zweimal (1940 und 1944). Am 16. September 1944 ergab sich der deutsche General Botho Henning Elster mit 18.850 Soldaten und 754 Offizieren auf der Loire-Brücke von Beaugency formell dem US-General Robert C. Macon von der 83rd Infantry Division.

## Bevölkerungsentwicklung
| Jahr      | 1968 | 1975 | 1982 | 1990 | 1999 | 2009 | 2018 |
| Einwohner | 5530 | 6534 | 7190 | 6917 | 7112 | 7738 | 7322 |

Quelle: INSEE

## Wirtschaft
Aufgrund des Güterverkehrs auf der Loire war Beaugency bis zum Bau der Eisenbahn 1846 eine bedeutende Handelsstadt. Heute spielt es eine Rolle als Markt- und Verwaltungszentrum seines landwirtschaftlichen Hinterlandes. Der Tourismus ist ebenfalls zu einer wichtigen Einnahmequelle geworden.

## Sehenswürdigkeiten
Eine Vielzahl von Bauten in Beaugency sind als Monuments historiques eingestuft, darunter mehrere Stadthäuser (hôtels); andere Denkmäler stehen auf einer gesonderten Liste. Die meisten Sehenswürdigkeiten von Beaugency befinden sich am und in der Nähe der Place de Saint-Firmin. Namensgeberin ist eine Kirche des 16. Jahrhunderts, von der nach der Französischen Revolution nur noch der den Platz beherrschende Turm übrig blieb. In der Mitte des Platzes erinnert eine Statue der Jeanne d’Arc an die Befreiung der Stadt im Jahr 1429.
- Turm der Kirche Saint-Firmin, der ein Glockenspiel (carillon) beherbergt. Er ist seit 1913 als Monument historique.[2] eingetragen.
- Unmittelbar daneben befindet sich das im 12. Jahrhundert errichtete und im 16. Jahrhundert umgebaute Hospiz der Stadt, das für Pilger und Stadtbewohner gleichermaßen wichtig war; es ist seit 1923 als Monument historique[3]
- An dessen Seite steht die seit 2010 als Denkmal anerkannte Markthalle aus dem ausgehenden 19. Jahrhundert.

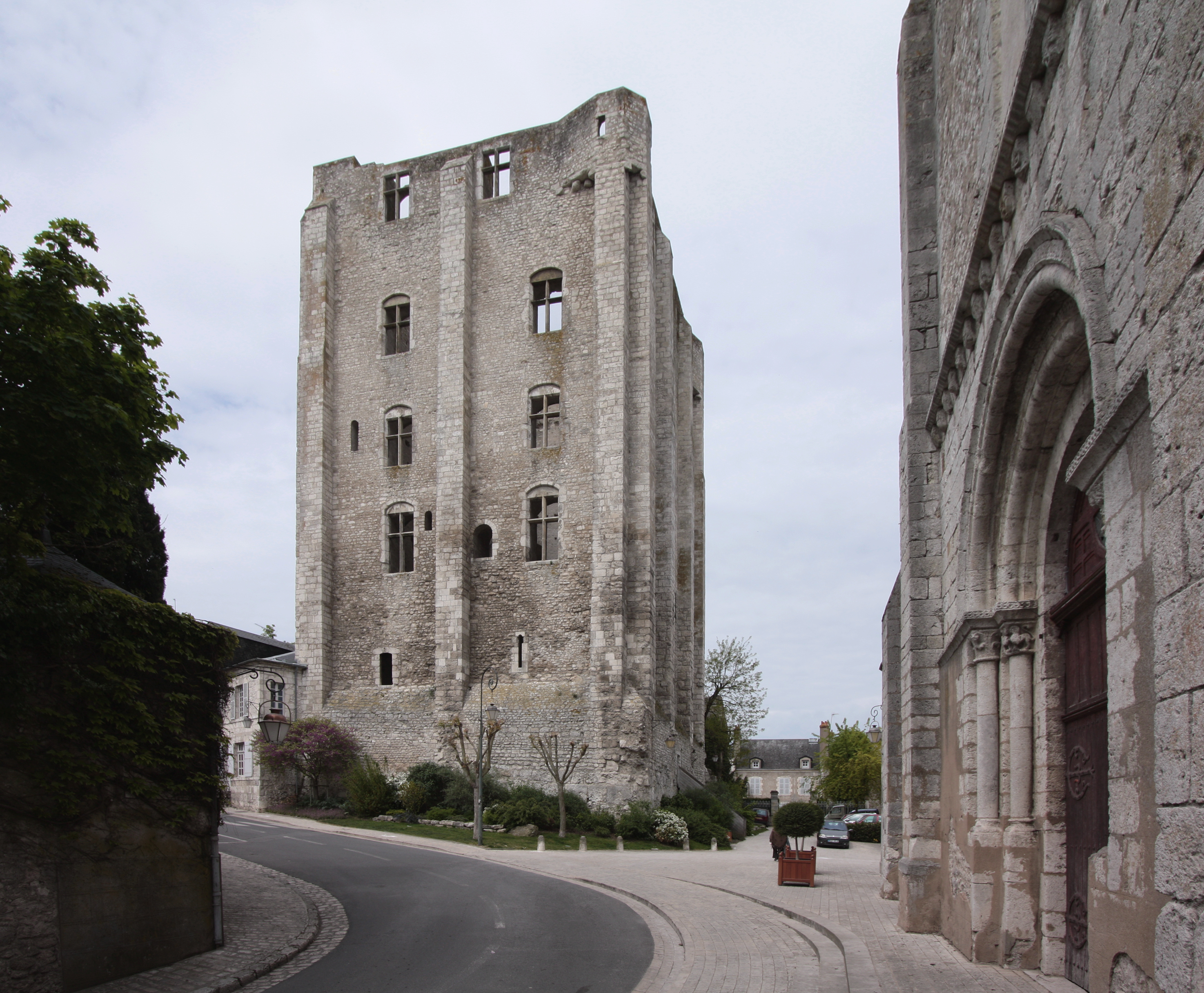
Donjon nahe der Kirche Notre-Dame

- Aus dem 11. Jahrhundert stammt der etwa 36 Meter hohe Donjon. Der rechteckig angelegte und von Lisenen gegliederte Festungsbau war ursprünglich – zur besseren Verteidigung – bis zu einer Höhe von sechs Metern von einer Erdböschung umgeben und durch eine doppelte Ringmauer geschützt. Der auch Tour de César genannte Wehr- und Wohnturm wurde im 13. oder 14. Jahrhundert um zwei Etagen aufgestockt. Noch im 16. Jahrhundert war der Turm bewohnt und erhielt eine Vielzahl von Fenstern im Renaissance-Stil (Rechteckfenster mit Fensterkreuz); wenig später (1567) wurde er von den Protestanten in Brand gesetzt. Im Jahre 1840 stürzten die Decken und Gewölbe im Inneren des Turms in sich zusammen; im gleichen Jahr wurde er als Monument historique[4] eingestuft. Es ist einer der wenigen weitgehend erhaltenen Exemplare seiner Art in Frankreich; die anderen stehen in Loches, Pons und Niort.

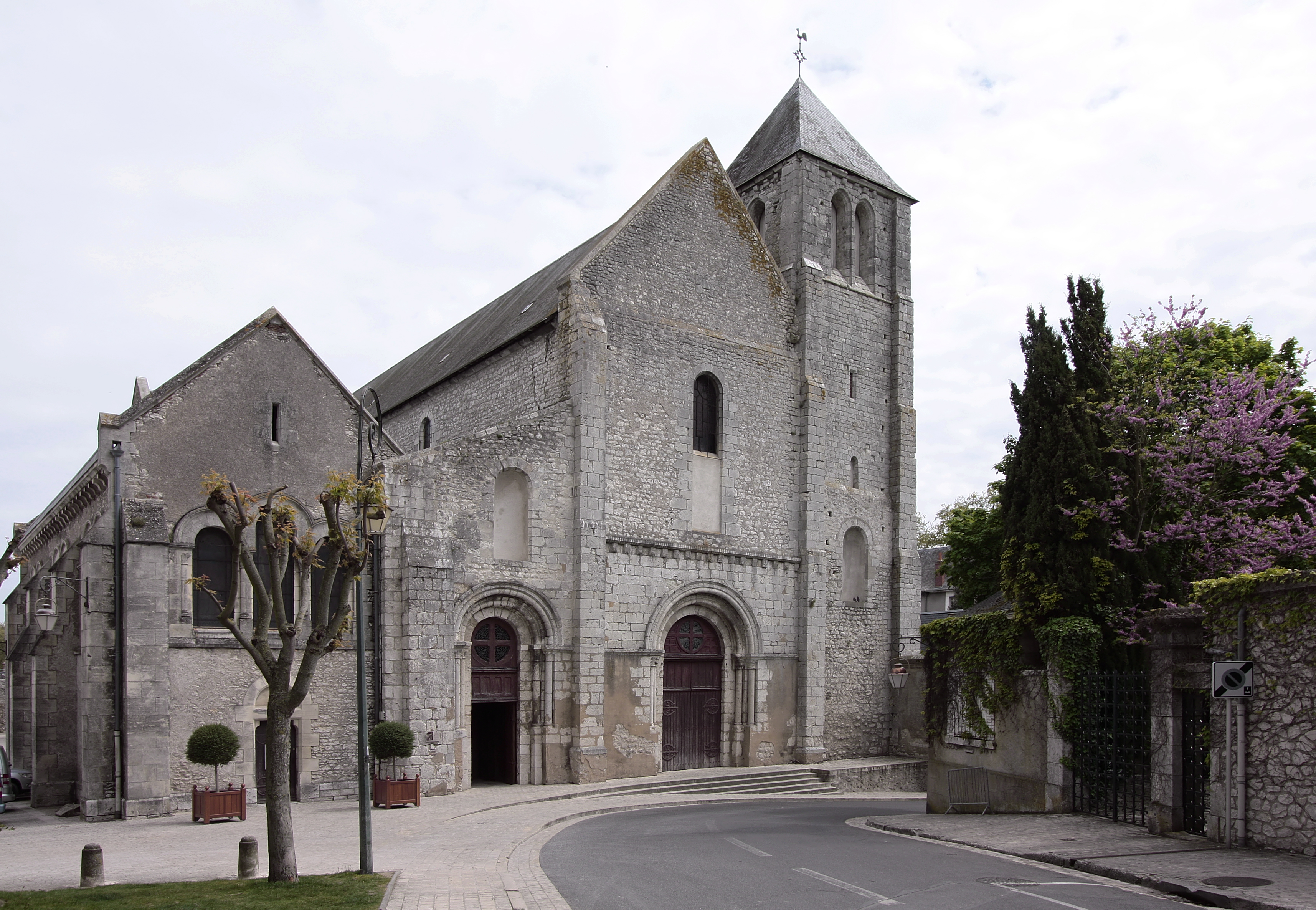
Kirche Notre-Dame

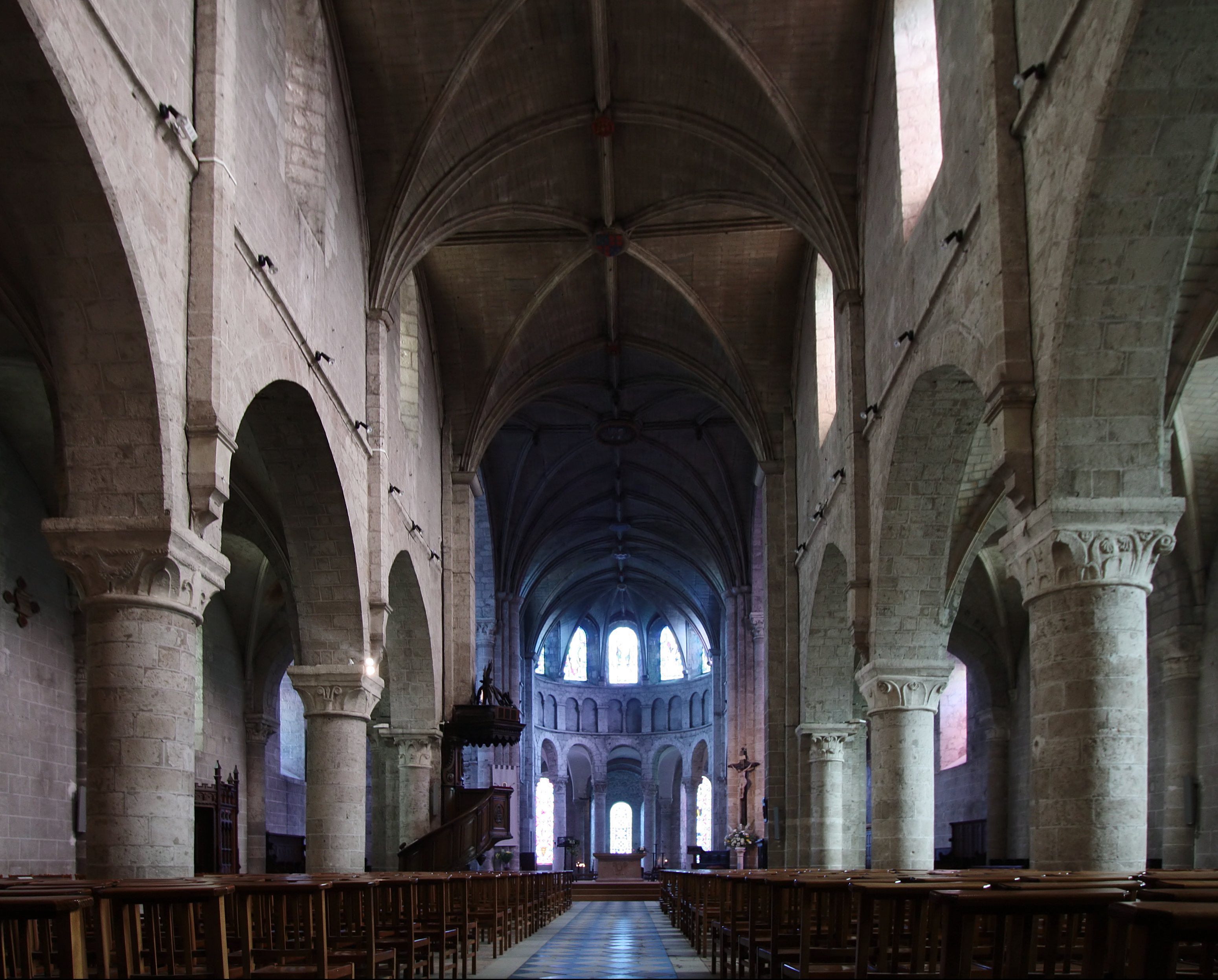
Kirche Notre-Dame – Inneres

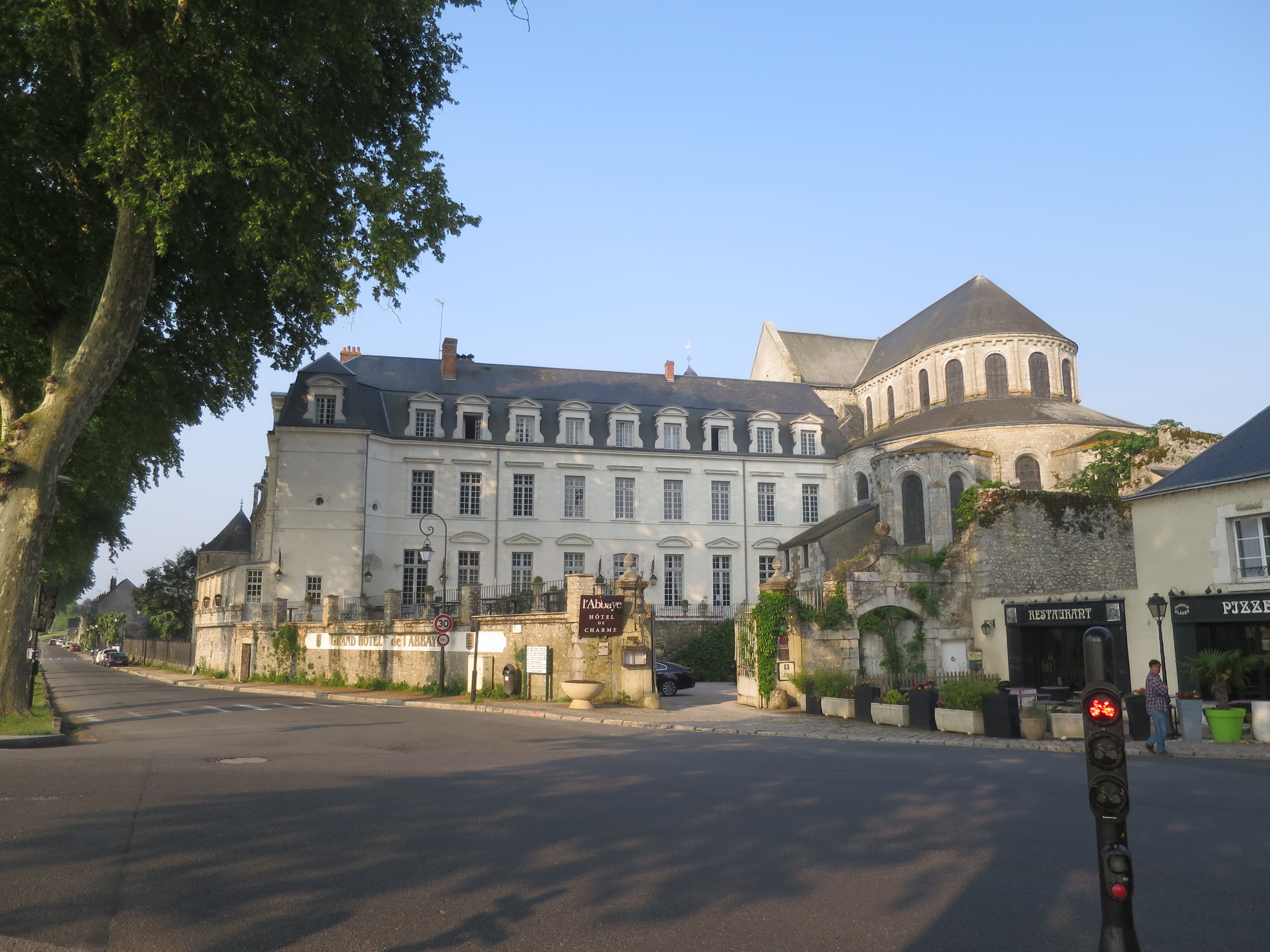
Abtei (links) und Kirche Notre-Dame (rechts)

- Die im 12. Jahrhundert erbaute dreischiffige Kirche Notre-Dame gehörte ehemals zu einer Augustiner-Abtei. Im März des Jahres 1152 wurde hier im Rahmen eines Konzils die Ehe zwischen Ludwig VII. und Eleonore von Aquitanien für nichtig erklärt; letztere heiratete daraufhin im Mai desselben Jahres Heinrich Plantagenet, den späteren englischen König Heinrich II. In der Französischen Revolution wurde die Abtei aufgelöst; seitdem ist die Abteikirche die Pfarrkirche der Stadt. Die Westfassade ist weitgehend schmucklos; die tympanonlosen Portale entsprechen eher südwestfranzösischen Bautraditionen. Im 16. Jahrhundert wurde der Bau überarbeitet: alle Bauteile erhielten gotische Rippengewölbe, die auf pfeilerartigen Wandvorlagen aufruhen. Die Wirkung des basilikalen fünfjochigen Langhauses wird von mächtigen niedrigen Säulen mit relativ flachen Kapitellen bestimmt; ein nicht vortretendes Querschiff und ein zweijochiger halbrund geschlossener Umgangschor mit drei Kapellen schließen sich an. Der Kirchenbau ist als Monument historique[5] eingestuft. Die Kapelle Sainte-Anne auf der Nordseite wurde in den Jahren 1874–1876 angebaut. Das angrenzende Abtei-Gebäude stammt im Kern aus dem Mittelalter, präsentiert sich heute aber als Umbau aus dem 18. Jahrhundert. Hier sind heute ein Hotel und eine Schule untergebracht.
- Das Schloss Dunois, bestehend aus einem Gebäude mit zwei Stockwerken und einem sechseckigen Treppentürmchen (15./16. Jahrhundert), ist ein Anbau an den mittelalterlichen Donjon; der dreigeschossige Flügel dient heute als Heimatmuseum (Musée de l’Orléanais). Der Bau wurde im Jahre 1925 als Monument historique[6] eingestuft.
- Der Tour du Diable war Teil der ehemaligen Stadtbefestigungen (remparts). In der Mitte des 15. Jahrhunderts wurde er vom Grafen Jean de Dunois modernisiert (Rechteckfenster).
- Das sogenannte Maison des Templiers ist das älteste zivile Bauwerk der Stadt und stammt in Teilen noch aus dem 12. Jahrhundert. Die Fassade ist seit 1919 als Monument historique[7] eingetragen.
- Das Maison mediéval genannte Fachwerkhaus ist eine Konstruktion des 15./16. Jahrhunderts.
- Das Rathaus (hôtel de ville) der Stadt ist ein hübscher Renaissancebau mit Fassadenreliefs aus dem 16. Jahrhundert; darunter befindet sich auch ein Salamander – das Wappentier Franz’ I. Das Rathaus wurde bereits im Jahre 1840 als Monument historique[8] eingestuft.
- Der noch aus dem 11. Jahrhundert stammende Uhrturm (Tour d’Horloge) liegt heute im Ortskern von Beaugency, gehörte aber ehemals zur mittelalterlichen Stadtbefestigung. Im Jahr 1511 wurde eine Uhr angebracht, die namengebend wurde; Dachaufbauten und heutige Uhr stammen aus dem 18. bzw. 19. Jahrhundert. Der Turm ist bereits seit 1922 als Monument historique[9] anerkannt.
- Die einschiffige romanische Kirche Saint-Etienne stammt aus dem 11. Jahrhundert und ist somit einer der ältesten Kirchenbauten im Loiretal. Ihre Wände – mit Ausnahme der Ecksteine – sind aus nur grob behauenen Steinen gemauert und sowohl die Westfassade als auch die Apsis sind außen wie innen vollkommen schmucklos. Der ehemalige Kirchenbau wird derzeit für Kunstausstellungen benutzt und ist bereits seit 1840 als Monument historique[10] anerkannt.
- Die Fassade des ehemaligen Stadtgefängnisses (ancienne prison) aus dem 14./15. Jahrhundert ist seit 1933 ebenfalls als Monument historique[11] eingestuft.
- Die 7,70 bis 12,80 Meter breite Brücke über die Loire hat insgesamt 23 Bögen und ist über 400 Meter lang – damit ist sie eine der längsten mittelalterlichen Brücken Frankreichs. Ihre ältesten Teile (19 Rund- und Spitzbögen der Nordseite) stammen ursprünglich aus dem 12. Jahrhundert. Auf dem 3. Brückenpfeiler stand ehemals die Kapelle Saint-Jacques zum Schutz der Brückenkonstruktion und zum Empfang bzw. der Verabschiedung der Jakobspilger. Nach einem verheerenden Hochwasser des Jahres 1505, das die ehemals am Südende der Brücke auf einer Insel gelegene Siedlung mitsamt einer Zugbrücke (pont-levis) wegschwemmte und auch den Lauf des Flusses veränderte, musste die Südseite im 16. und 17. Jahrhundert wiederholt verlängert werden. Die flussaufwärts liegenden Pfeilerköpfe sind – zur besseren Ableitung von Treibgut – angespitzt. Die Brücke steht unter Denkmalschutz.[12]

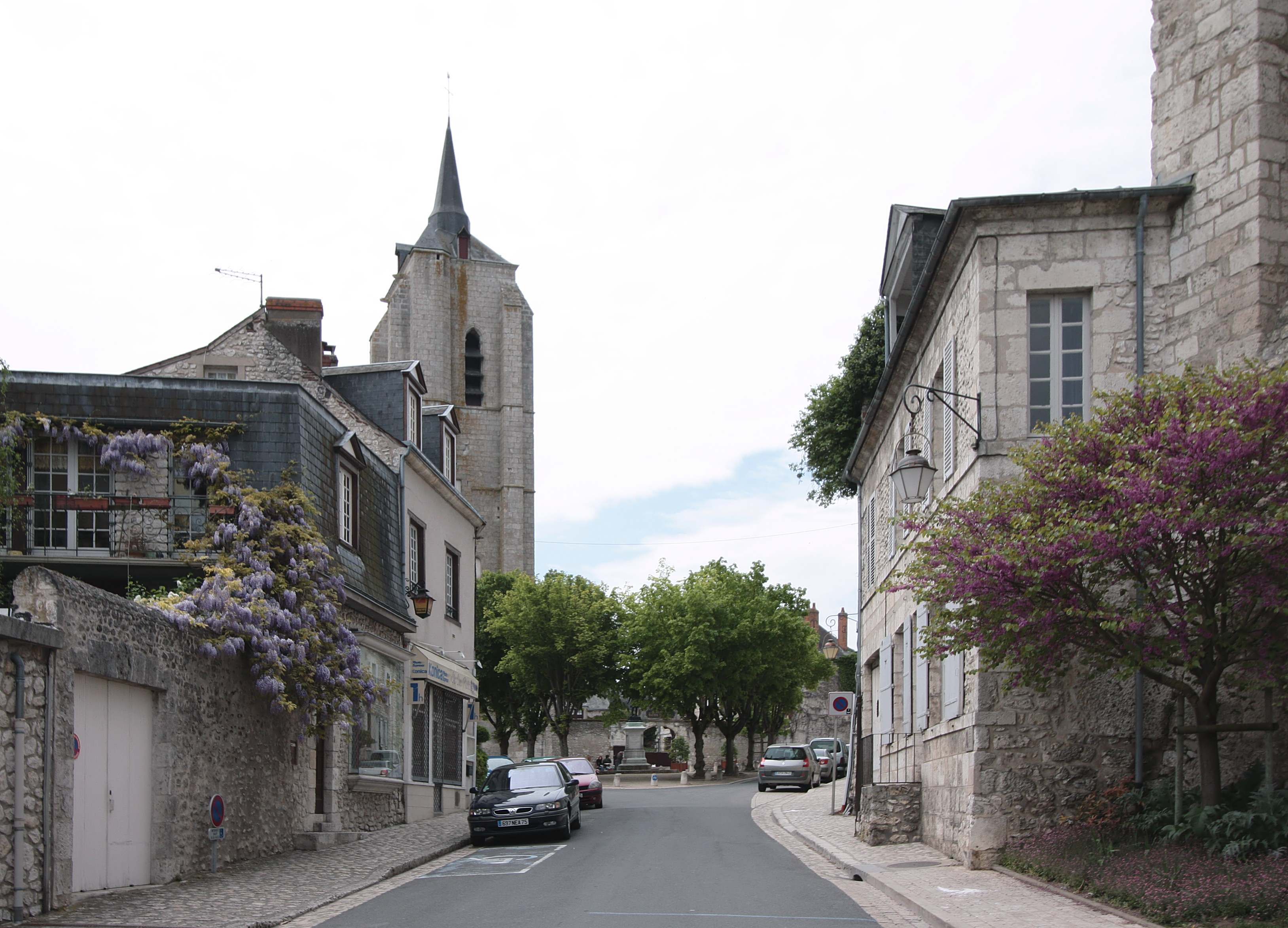
Blick zur Place de Saint-Firmin
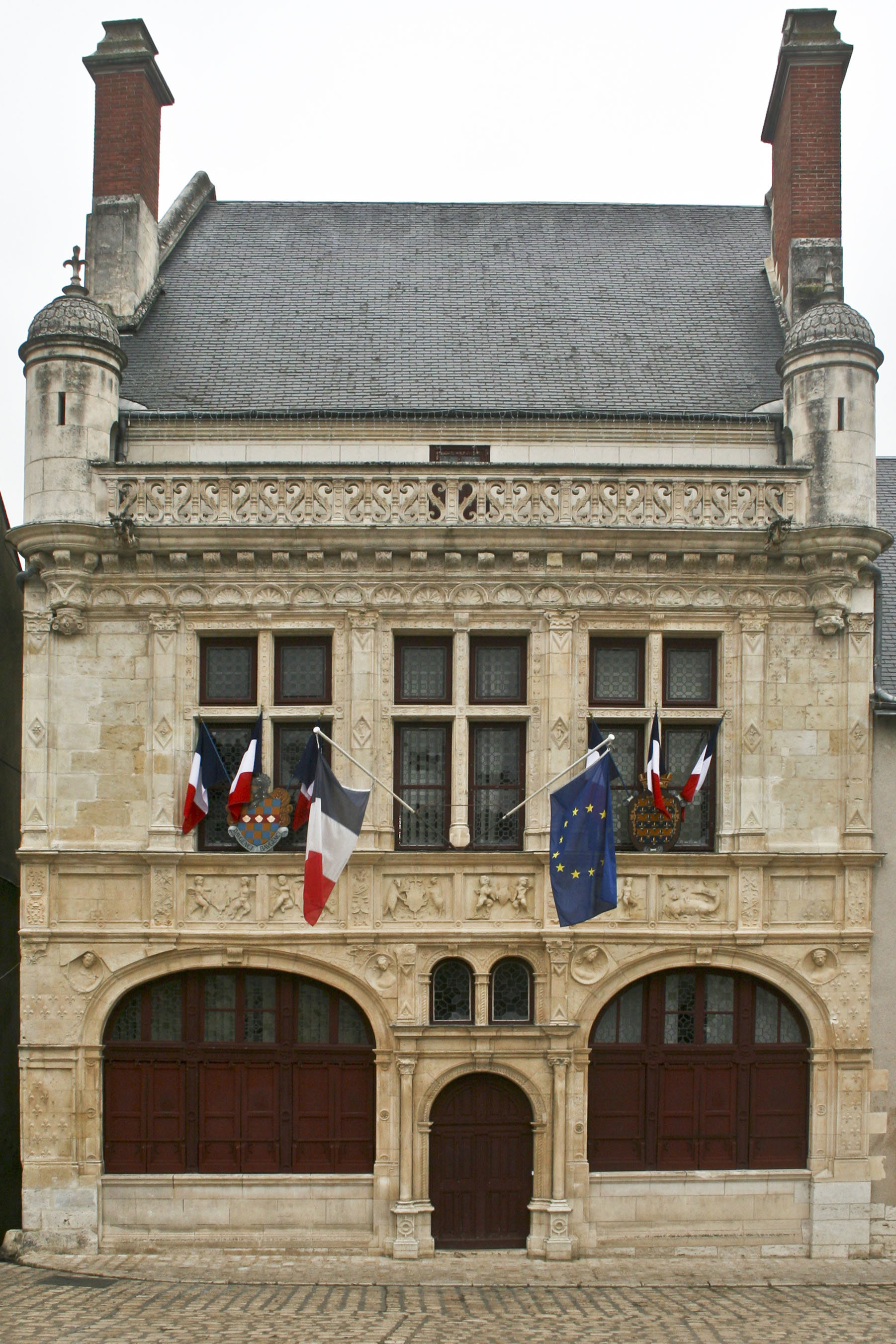
Rathaus
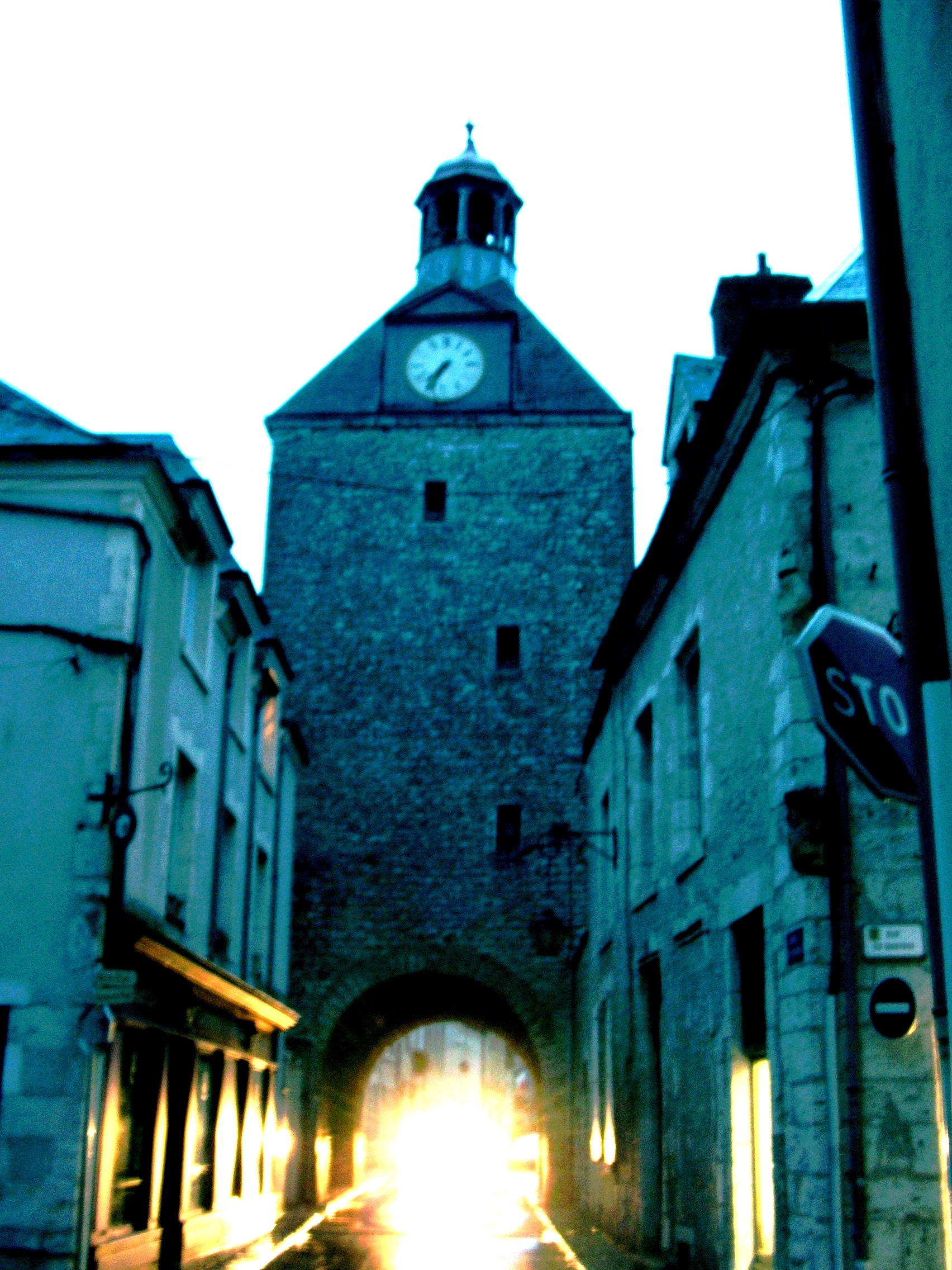
Uhrturm

## Städtepartnerschaft
Mit Hiltrup, seit 1975 Stadtbezirk von Münster, besteht eine Städtepartnerschaft (Jumelage).

## Persönlichkeiten, in Beaugency geboren
- Lambert Daneau (1530–1595), französisch-schweizerischer Theologe, Hexentheoretiker und Hochschullehrer
- Jacques Alexandre César Charles (1746–1823), Physiker
- Étienne Aignan (1773–1824), Schriftsteller und Mitglied der Académie française
- Bruno Cherrier (* 1953), Sprinter